# Kosárlabda a 2000. évi nyári olimpiai játékokon
A 2000. évi nyári olimpiai játékokon a kosárlabdatornákat szeptember 16. és október 1. között rendezték.

## Éremtáblázat
(A rendező ország csapata eltérő háttérszínnel, az egyes számoszlopok legmagasabb értéke, vagy értékei vastagítással kiemelve.)
| A 2000. évi nyári olimpiai játékok éremtáblázata kosárlabdában | A 2000. évi nyári olimpiai játékok éremtáblázata kosárlabdában | A 2000. évi nyári olimpiai játékok éremtáblázata kosárlabdában | A 2000. évi nyári olimpiai játékok éremtáblázata kosárlabdában | A 2000. évi nyári olimpiai játékok éremtáblázata kosárlabdában | Olimpia  |
| -------------------------------------------------------------- | -------------------------------------------------------------- | -------------------------------------------------------------- | -------------------------------------------------------------- | -------------------------------------------------------------- | -------- |
|                                                                | Ország                                                         | Arany                                                          | Ezüst                                                          | Bronz                                                          | Összesen |
| 1.                                                             | Egyesült Államok (USA)                                         | 2                                                              | 0                                                              | 0                                                              | 2        |
| 2.                                                             | Ausztrália (AUS)                                               | 0                                                              | 1                                                              | 0                                                              | 1        |
|                                                                | Franciaország (FRA)                                            | 0                                                              | 1                                                              | 0                                                              | 1        |
| 4.                                                             | Brazília (BRA)                                                 | 0                                                              | 0                                                              | 1                                                              | 1        |
|                                                                | Litvánia (LTU)                                                 | 0                                                              | 0                                                              | 1                                                              | 1        |
|                                                                |                                                                |                                                                |                                                                |                                                                |          |
| Összesen                                                       | Összesen                                                       | 2                                                              | 2                                                              | 2                                                              | 6        |

## Érmesek

### Férfi torna
| A 2000. évi nyári olimpiai játékok érmesei férfi kosárlabdában                                                                                                   | A 2000. évi nyári olimpiai játékok érmesei férfi kosárlabdában | A 2000. évi nyári olimpiai játékok érmesei férfi kosárlabdában | A 2000. évi nyári olimpiai játékok érmesei férfi kosárlabdában |
| --- | --- | --- | -------------------------------------------------------------- |
| Arany | Ezüst | Bronz |                                                                |
| Egyesült Államok (USA) | Franciaország (FRA) | Litvánia (LTU) |                                                                |
| Shareef Abdur-Rahim Ray Allen Vin Baker Vince Carter Kevin Garnett Tim Hardaway Allan Houston Jason Kidd Antonio McDyess Alonzo Mourning Gary Payton Steve Smith | Jim Bilba Yann Bonato Makan Dioumassi Laurent Foirest Thierry Gadou Cyril Julian Crawford Palmer Antoine Rigaudeau Stéphane Risacher Laurent Sciarra Mustapha Sonko Frédéric Weis | Dainius Adomaitis Gintaras Einikis Andrius Giedraitis Šarūnas Jasikevičius Kęstutis Marčiulionis Tomas Masiulis Darius Maskoliūnas Ramūnas Šiškauskas Darius Songaila Saulius Štombergas Mindaugas Timinskas Eurelijus Žukauskas |                                                                |

### Női torna
| A 2000. évi nyári olimpiai játékok érmesei női kosárlabdában | A 2000. évi nyári olimpiai játékok érmesei női kosárlabdában | A 2000. évi nyári olimpiai játékok érmesei női kosárlabdában | A 2000. évi nyári olimpiai játékok érmesei női kosárlabdában |
| --- | --- | --- | ------------------------------------------------------------ |
| Arany | Ezüst | Bronz |                                                              |
| Egyesült Államok (USA) | Ausztrália (AUS) | Brazília (BRA) |                                                              |
| Ruthie Bolton-Holifield Teresa Edwards Yolanda Griffith Chamique Holdsclaw Lisa Leslie Nikki McCray DeLisha Milton-Jones Katie Smith Dawn Staley Sheryl Swoopes Natalie Williams Kara Wolters | Carla Boyd Sandra Brondello Trisha Fallon Michelle Griffiths Kristi Harrower Jo Hill Lauren Jackson Annie la Fleur Shelly Sandle Rachael Sporn Michele Timms Jenny Whittle | Janeth Arcain Ilisaine David Lilian Gonçalves Helen Cristina Luz Silvia Andrea Santos Luz Cláudia Neves Alessandra Oliveira Adriana Pinto Cíntia Santos Adriana Santos Kelly Santos Marta Sobral |                                                              |